# Münstersche Zeitung
Münstersche Zeitung, kurz MZ, ist der Titel einer regionalen Tageszeitung mit Verlagssitz in Münster. Sie erscheint in Münster, Greven und Steinfurt. Die Münstersche Zeitung gehört seit 2014 zum Aschendorff Verlag. Der Lokalteil wird seitdem von den zur gleichen Verlagsgruppe zählenden Westfälischen Nachrichten geliefert, der Mantel seit 2019 von der Rheinische Post. Eine eigene Redaktion besteht nicht mehr.

## Geschichte
1871 gründete der Buchhändler Carl Josef Fahle (1835–1911) in Münster den Zeitungsverlag zur Herausgabe des Münsterschen Tageblattes, das 1897 in Münstersche Zeitung umbenannt wurde. Sie wurde 1944 auf Druck der Nationalsozialisten eingestellt und durfte erst 1949 wieder erscheinen.
1986 wurde die C.J. Fahle GmbH vom Dortmunder Verlagshaus Lensing übernommen. 1989 kam die Emsdettener Volkszeitung hinzu, die Heinrich Lechte 1897 in Münster gegründet hatte. Auch er war ein für die Nationalsozialisten unbequemer Verleger: Sie enteigneten ihn wegen „Beleidigung des Führers“. Heinrich Lechte erhielt 1949 das Zeitungsverlagsrecht zurück. Seit 2001 brachte die Münstersche Zeitung zudem Ausgaben für Neuenkirchen und Wettringen heraus. Diese wurden – wie auch die Ausgabe Rheine – zum 31. Dezember 2012 eingestellt.
Der frühere Herausgeber und langjährige Chefredakteur der Münsterschen Zeitung, Claus-Jürgen Spitzer, starb Anfang Mai 2007. Stefan Bergmann war sein Nachfolger bis zur Übernahme der Zeitung durch die Westfälischen Nachrichten im Jahr 2014.
Bis zum 31. Oktober 2007 war Lutz Schumacher Geschäftsführer der Zeitung, sein Nachfolger war Gerd Hildebrandt.

## Umstrukturierung
Im Januar 2007 geriet die Münstersche Zeitung im Zuge einer Restrukturierung in die Schlagzeilen. So entzog der Verleger Lambert Lensing-Wolff der bisherigen Lokalredaktion in Münster den Produktionsauftrag und entließ deren Mitarbeiter. Gleichzeitig übernahm eine neue Redaktion die lokale Berichterstattung. Während im alten Team noch nach dem klassischen Ressortprinzip gearbeitet wurde, produziert die neue Redaktion seit dem 21. Januar 2007 aus einem sogenannten Newsdesk heraus.
Der Vorgang wurde von den Betroffenen und den Journalistengewerkschaften scharf kritisiert. Die Interessenvertreter sprachen von „Manchesterkapitalismus“ und rücksichtsloser Behandlung der teilweise langjährigen Mitarbeiter. Man habe im Interesse des Profits jedes soziale Gewissen über Bord geworfen. Die ehemaligen Redakteure stünden nun von heute auf morgen auf der Straße. Der Verlag habe rein aus wirtschaftlichen Gründen gehandelt. Die neuen Mitarbeiter seien mit deutlich geringeren Gehältern und mit Zeitverträgen in einer wesentlich schlechteren arbeitsrechtlichen Position als die alte Redaktion, deren Arbeitsverträge zum größten Teil aus der Zeit stammen, als die MZ noch tarifgebunden war.
Die Verleger begründeten ihr Vorgehen mit dem jahrelangen starken Auflagenverlust der MZ im Kernmarkt Münster. Während sich die Umlandausgaben im Markt gut behaupten würden, gehe es mit der Ausgabe Münster bergab. Interne Versuche der Änderung hätten keine Wirkung erzielt, daher wolle man es nun mit einem neuen Team und einem neuen Konzept versuchen, die auch durch Marktstudien abgesichert seien. Zugleich wiesen die Gesellschafter der MZ darauf hin, dass sie in anderen Verlagsbereichen in Münster im vergangenen Jahr mehr als 100 neue Arbeitsplätze geschaffen hätten. Im kressreport vom 8. Februar 2007 sagte Verleger Lambert Lensing-Wolff, das Qualitätsniveau der alten Redaktion sei „dermaßen unterirdisch“ gewesen, dass er die Zeitung ohne die Umstrukturierung in drei bis fünf Jahren hätte schließen müssen.
Nach Mitteilung des Verlages wurden inzwischen Lösungen für die 19 betroffenen Mitarbeiter gefunden. Ein kleinerer Teil fand neue Beschäftigung in anderen Firmen des Medienhauses. Für den größeren Teil wurde eine auf ein Jahr befristete Beschäftigungs- und Qualifizierungsgesellschaft eingerichtet sowie Abfindungen im jeweils fünf bis sechsstelligen Bereich bezahlt. Nach Angaben des Verlages betrugen die Trennungsleistungen insgesamt gut zwei Millionen Euro.
Aus Protest gegen die Maßnahmen des Verlages gab es zahlreiche Abokündigungen.
In der zweiten Hälfte des Jahres 2012 setzte das Medienhaus Lensing einen von Branchenkennern mit „Gebietsbereinigung“ beschriebenen Kurs fort. Die Wettbewerber Medienhaus Lensing und WAZ-Mediengruppe hatten gemeinsam mit der Recklinghäuser Zeitung im Jahr 2006 und 2007 den Betrieb etlicher Redaktionen und Geschäftsstellen im Ruhrgebiet eingestellt. Als Folge hat der jeweilige Wettbewerber seitdem in Städten wie Gelsenkirchen, Gladbeck, Bottrop oder Haltern am See ein Monopol.

## Übernahme durch die Unternehmensgruppe Aschendorff
Nach der Umstrukturierung 2007 sank die Auflage der MZ weiter, auch die Einnahmen aus dem Anzeigengeschäft wurden immer geringer, weil Anzeigen vom Mutterkonzern nicht mehr auf den Titel MZ gebucht wurden, sondern auf den Mutterkonzern Ruhr Nachrichten. Damit konnte sich die kleinere MZ gegenüber den auflagenstärkeren Westfälische Nachrichten (WN) nicht mehr behaupten. Am 1. August 2014 verkündeten der MZ-Verlag Lensing und der WN-Verlag Aschendorff, dass die Münstersche Zeitung vom Aschendorff-Verlag übernommen werde. Betroffen von der Übernahme ist auch der örtliche Radiosender Antenne Münster, der zu 75 Prozent den beiden Zeitungen gehört. Das Bundeskartellamt genehmigte die Übernahme, weil es sonst zu einer Insolvenz und damit zu einem Ein-Zeitungsmarkt in Münster gekommen wäre. Seit dem 18. November 2014 wird der Lokalteil der MZ von der Redaktion der Zeitungsgruppe Münster geliefert, zu der auch die Westfälischen Nachrichten gehören. Die MZ wird seither auch als „Zombie-Zeitung“ ohne eigene Redaktion bezeichnet. Ab Januar 2019 belieferte die Rheinische Post die „Münstersche Zeitung“ gemäß einer Übereinkunft mit der Aschendorff Medien Gesellschaft mit Inhalten für den überregionalen Teil.

## Beilagen
Einmal im Monat liegt der Zeitung die Beilage Moritz – ein Magazin für Familien – bei.